# William Capell, IV conte di Essex
William Anne Holles Capell, IV conte di Essex (7 ottobre 1732 – St. James's, 4 marzo 1799), è stato un nobile inglese.

## Biografia
Era il figlio di William Capell, III conte di Essex, e della sua seconda moglie, Lady Elizabeth Russell, figlia di Wriothesley Russell, II duca di Bedford.
Nel gennaio 1743, all'età di dieci anni, ereditò i titoli e le proprietà del padre. Nel 1753, all'età di ventun anni, prese il suo posto nella Camera dei Lords.

## Matrimoni

### Primo Matrimonio
Sposò, il 1º agosto 1754, Frances Williams (1735-19 luglio 1759), figlia di Sir Charles Hanbury-Williams e Lady Frances Coningsby. Ebbero quattro figli:
- Lady Elizabeth (10 agosto 1755-23 febbraio 1834), sposò John Monson, III barone Monson, ebbero un figlio;
- George Capell, V conte di Essex (13 novembre 1757-23 aprile 1839);
- Frances (14 luglio 1759-19 luglio 1759);
- John (?-1806).

### Secondo Matrimonio
Sposò, il 3 marzo 1767, Harriet Bladen (?-12 marzo 1821), figlia di Thomas Bladen. Ebbero quattro figli:
- Sir John Thomas (2 marzo 1769-5 marzo 1819);
- Sir Thomas Edward (24 marzo 1770-3 febbraio 1855);
- reverendo William Robert (28 aprile 1775-3 dicembre 1854), sposò Sarah Salter, ebbero sei figli;
- Sir Thomas Bladen (25 agosto 1776-4 marzo 1853)[1], sposò Harriet Smyth, non ebbero figli.

## Morte
Morì il 4 marzo 1799 a St James's Palace.

## Ascendenza
|                                         |                               |                                       | Genitori                                    |  |  | Nonni |  |  | Bisnonni                        |  |  | Trisnonni                      |  |
|                                         |                               |                                       |                                             |  |  |       |  |  | Arthur Capell, I conte di Essex |  |  | Arthur Capell, I barone Capell |  |
|                                         |                               |                                       |                                             |  |  |       |  |  | Arthur Capell, I conte di Essex |  |  | Arthur Capell, I barone Capell |  |
|                                         |                               | Elizabeth Morrison                    |                                             |  |  |       |  |  | Arthur Capell, I conte di Essex |  |  |                                |  |
| Algernon Capell, II conte di Essex      |                               |                                       |                                             |  |  |       |  |  | Arthur Capell, I conte di Essex |  |  |                                |  |
|                                         |                               | lady Elizabeth Percy                  | Algernon Percy, X conte di Northumberland   |  |  |       |  |  |                                 |  |  |                                |  |
|                                         |                               | lady Elizabeth Percy                  | Algernon Percy, X conte di Northumberland   |  |  |       |  |  |                                 |  |  |                                |  |
|                                         |                               | lady Elizabeth Percy                  | lady Anne Cecil                             |  |  |       |  |  |                                 |  |  |                                |  |
| William Capell, III conte di Essex      |                               | lady Elizabeth Percy                  |                                             |  |  |       |  |  |                                 |  |  |                                |  |
|                                         |                               | William Bentinck, I conte di Portland | Bernard, barone Bentinck                    |  |  |       |  |  |                                 |  |  |                                |  |
|                                         |                               | William Bentinck, I conte di Portland | Bernard, barone Bentinck                    |  |  |       |  |  |                                 |  |  |                                |  |
|                                         |                               | William Bentinck, I conte di Portland | Anna van Bloemendaal                        |  |  |       |  |  |                                 |  |  |                                |  |
| lady Mary Bentinck                      |                               | William Bentinck, I conte di Portland |                                             |  |  |       |  |  |                                 |  |  |                                |  |
|                                         |                               | Anne Villiers                         | sir Edward Villiers                         |  |  |       |  |  |                                 |  |  |                                |  |
|                                         |                               | Anne Villiers                         | sir Edward Villiers                         |  |  |       |  |  |                                 |  |  |                                |  |
|                                         |                               | Anne Villiers                         | lady Frances Howard                         |  |  |       |  |  |                                 |  |  |                                |  |
| William Capell, IV conte di Essex       |                               | Anne Villiers                         |                                             |  |  |       |  |  |                                 |  |  |                                |  |
|                                         | William Russell, lord Russell | William Russell, I duca di Bedford    |                                             |  |  |       |  |  |                                 |  |  |                                |  |
|                                         | William Russell, lord Russell | William Russell, I duca di Bedford    |                                             |  |  |       |  |  |                                 |  |  |                                |  |
|                                         | William Russell, lord Russell | lady Anne Carr                        |                                             |  |  |       |  |  |                                 |  |  |                                |  |
| Wriothesley Russell, II duca di Bedford | William Russell, lord Russell |                                       |                                             |  |  |       |  |  |                                 |  |  |                                |  |
|                                         |                               | lady Rachel Wriothesley               | Thomas Wriothesley, IV conte di Southampton |  |  |       |  |  |                                 |  |  |                                |  |
|                                         |                               | lady Rachel Wriothesley               | Thomas Wriothesley, IV conte di Southampton |  |  |       |  |  |                                 |  |  |                                |  |
|                                         |                               | lady Rachel Wriothesley               | Rachel de Massue de Rouvigny                |  |  |       |  |  |                                 |  |  |                                |  |
| lady Elizabeth Russell                  |                               | lady Rachel Wriothesley               |                                             |  |  |       |  |  |                                 |  |  |                                |  |
|                                         |                               | John Howland                          | Jeffrey Howland                             |  |  |       |  |  |                                 |  |  |                                |  |
|                                         |                               | John Howland                          | Jeffrey Howland                             |  |  |       |  |  |                                 |  |  |                                |  |
|                                         |                               | John Howland                          | Grisogona Langley                           |  |  |       |  |  |                                 |  |  |                                |  |
| Elizabeth Howland                       |                               | John Howland                          |                                             |  |  |       |  |  |                                 |  |  |                                |  |
|                                         |                               | Elizabeth Child                       | sir Josiah Child, I baronetto               |  |  |       |  |  |                                 |  |  |                                |  |
|                                         |                               | Elizabeth Child                       | sir Josiah Child, I baronetto               |  |  |       |  |  |                                 |  |  |                                |  |
|                                         |                               | Elizabeth Child                       | Hannah Boate                                |  |  |       |  |  |                                 |  |  |                                |  |
|                                         |                               | Elizabeth Child                       |                                             |  |  |       |  |  |                                 |  |  |                                |  |